# Royal Society of Tropical Medicine and Hygiene

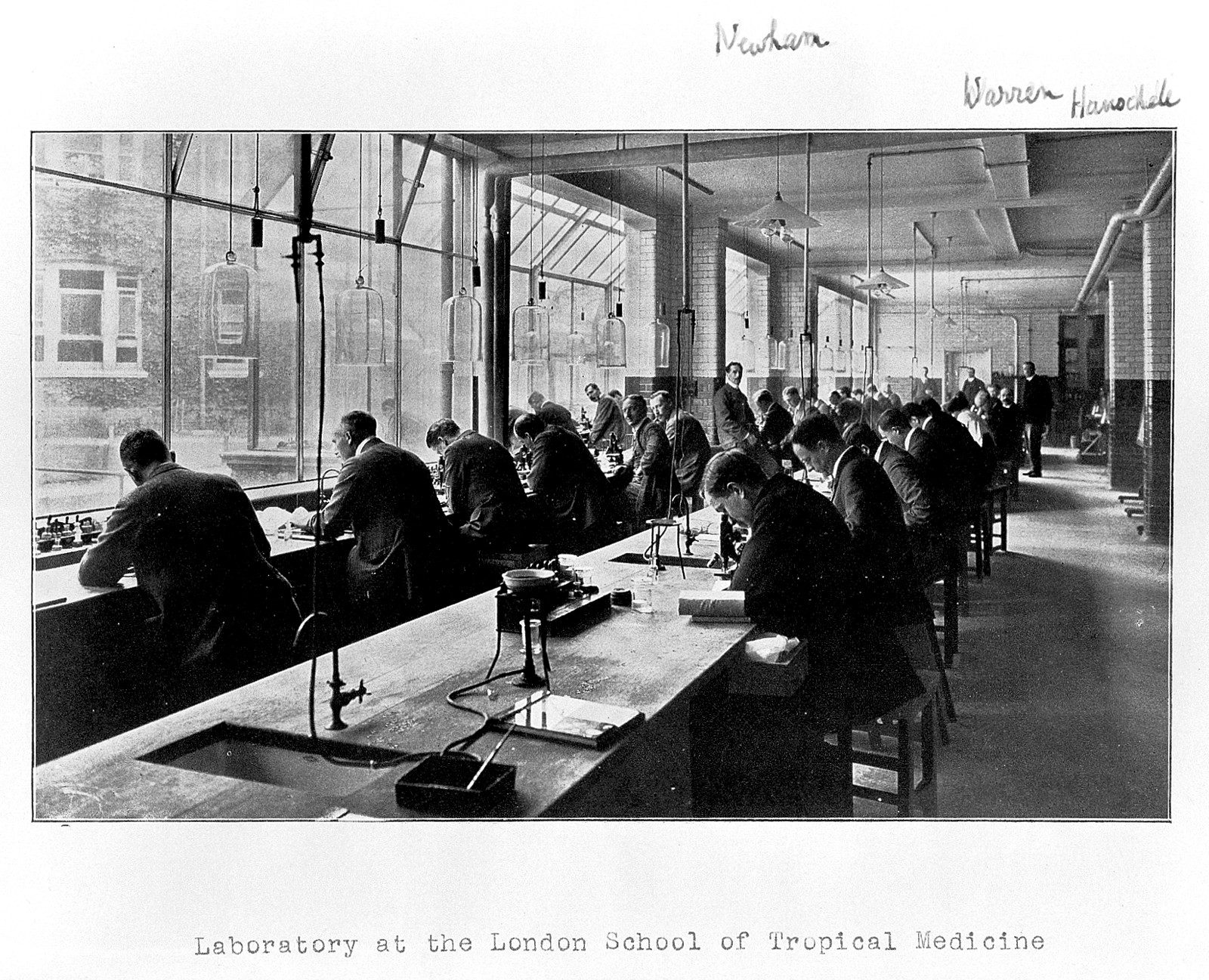
Labor an der London School of Hygiene & Tropical Medicine im Albert Dock Hospital (Seamen’s Hospital Society.) 1910.

Die Royal Society of Tropical Medicine and Hygiene (RSTMH) ist eine 1907 durch James Cantlie and George Carmichael Low gegründete, britische Organisation für die Erforschung und Diskussion von Erkrankungen in tropischen Regionen. Als erster Präsidenten wurde der Vater der [britischen] Tropenmedizin, Patrick Manson gewählt. Das Prädikat Royal (königlich) wurde der Gesellschaft 1920 durch König George V. verliehen.

## Ziele
In der selbst-gesetzten Mission verpflichtet sich die RSTMH zur Erforschung, Steuerung und Verhütung von Erkrankungen von Mensch und Tier in tropischen und subtropischen Regionen der Erde. Dabei übernimmt die Gesellschaft eine weltweit führende Rolle in der Steigerung des Bewusstseins für Tropenmedizin und Angelegenheiten internationaler Gesundheit. Fellows der Gesellschaft beteiligen sich am Training, an der Ausbildung und am Informationsaustausch mit und zwischen klinischen Praktikern, Gesundheitsforschern, NGOs, Studenten und quer durch alle Disziplinen im weiten Feld der Tropenmedizin und internationalen Gesundheit.

## Geschichte der Gesellschaft
Die Idee zur Gründung der Gesellschaft wurde im Dezember 1906 geboren. Nach einem Patientenbesuch gemeinsam mit Cantlie, fragte Low seinen Kollegen, was dieser von einer Gesellschaft für Tropenmedizin halten würde. Cantlie bemerkte, dass so eine Gesellschaft unbedingt erforderlich wäre. Er habe schon 1899 bei der Gründung der London School of Hygiene & Tropical Medicine die Gründung einer solchen Gesellschaft angeregt, aber aufgrund eines Mangels an Unterstützung wieder aufgegeben.
Die beiden suchten Unterstützung bei Patrick Manson, F. M. Sandwith, C. W. Daniels und weiteren, während Cantlie Militär und Navy für die Idee zu interessieren suchte. Trotz anfänglicher Bedenken wurde ein Treffen vereinbart und die Gründung der Gesellschaft nahm Formen an. Erster Präsident wurde Patrick Manson.
Schon zwei Jahre nach der Gründung, 1909, übernahm Ronald Ross die Leitung. Ross hatte sich einen Namen gemacht, indem er die Rolle der Moskitos in der Übertragung der Malaria aufgedeckt hatte. Für diese Leistung war er 1902 mit dem Nobelpreis für Physiologie oder Medizin ausgezeichnet worden. Er hielt die Präsidentschaft bis 1911.
1920 gab König Georg V. die Erlaubnis, das Präfix „Royal“ zu führen. Heute ist Königin Elizabeth II. die Patronin der Gesellschaft und die Princess Royal ist Ehren-Fellow.

## Zeitschriften der Gesellschaft
Die RSTMH gibt zwei Peer-reviewte Journale aus, Transactions of the Royal Society of Tropical Medicine and Hygiene und International Health.

## Durch die Gesellschaft vergebene Auszeichnungen
RSTMH vergibt die Chalmers-Medaille und die Donald-Mackay-Medaille. In jährlichem Rhythmus werden die Manson-Medaille, die George-MacDonald-Medaille und dreijährig die Sir-Rickard-Christophers-Medaille vergeben.
Fünf spezielle Jahrhundert-Medaillen wurden 1907 vergeben, davon zwei für das Lebenswerk der Preisträger und drei für besondere Leistungen von unter 45-Jährigen.

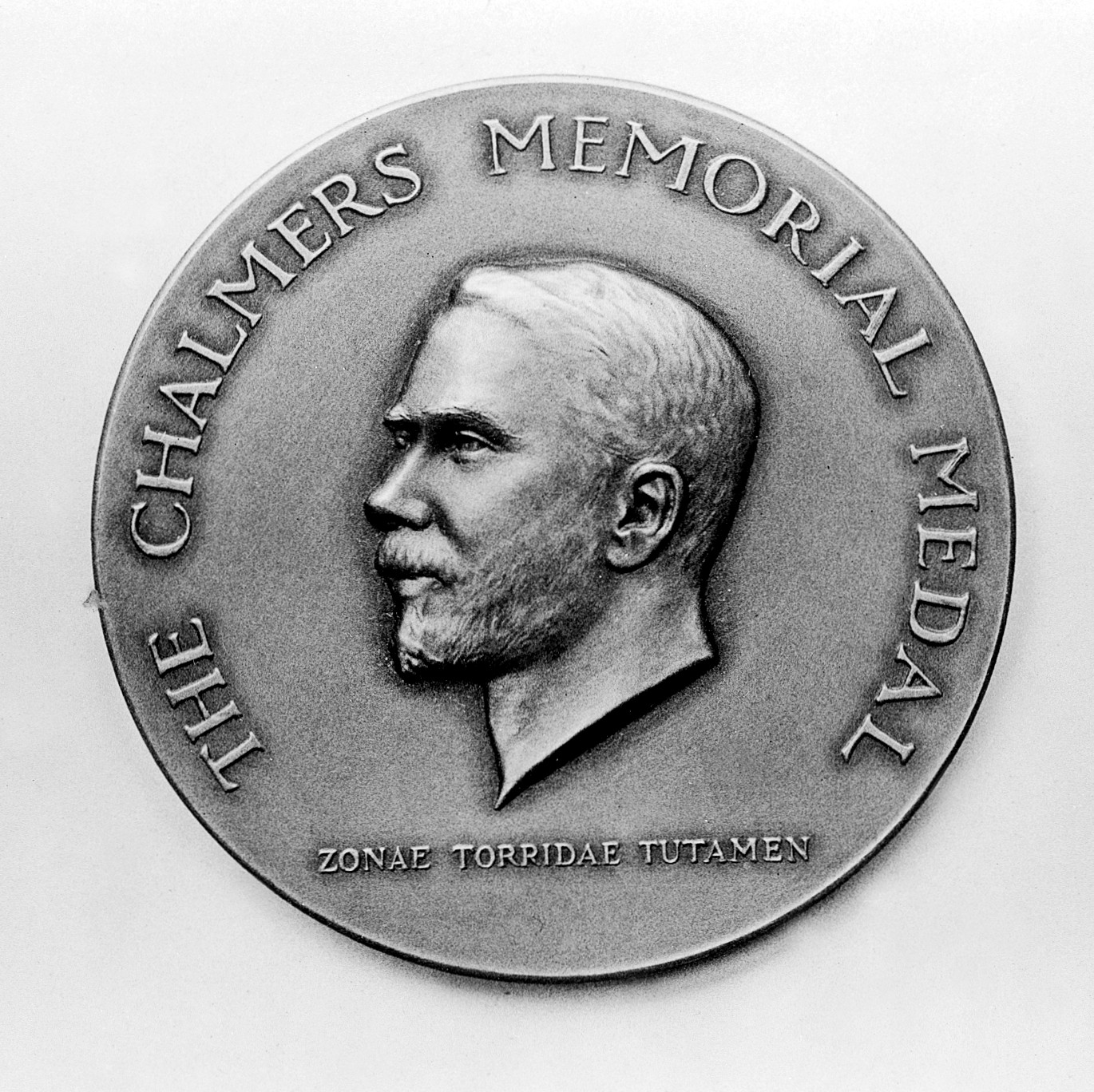
Chalmers-Medaille (Vorderseite)
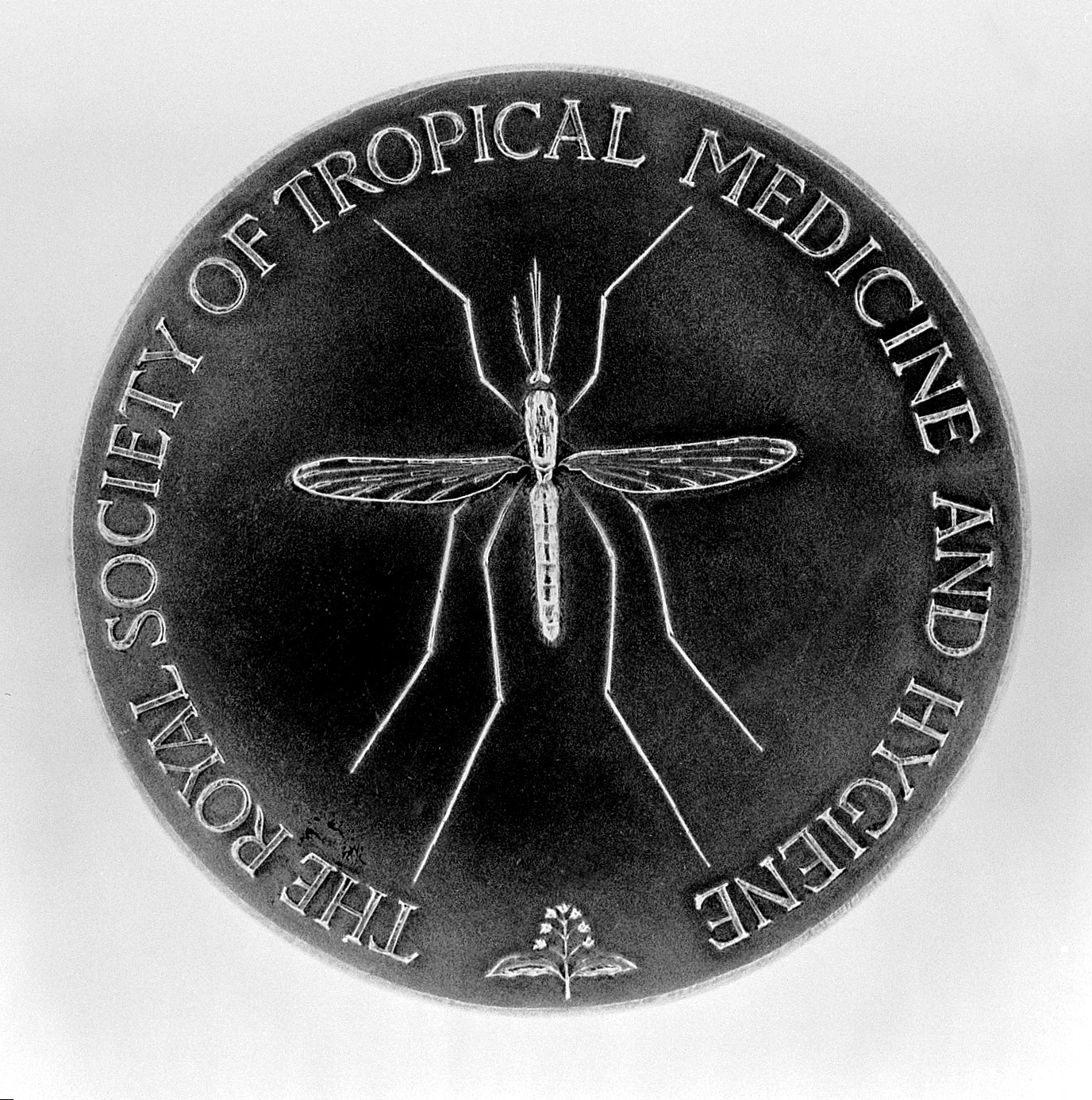
Chalmers-Medaille (Rückseite)

## Präsidenten der Gesellschaft
| Name                         | von  | bis  |
| ---------------------------- | ---- | ---- |
| Patrick Manson               | 1907 | 1909 |
| Ronald Ross                  | 1909 | 1911 |
| William Leishman             | 1911 | 1913 |
| R. Havelock Charles          | 1913 | 1915 |
| Fleming M. Sandwith          | 1915 | 1917 |
| David Bruce                  | 1917 | 1919 |
| William John Ritchie Simpson | 1919 | 1921 |
| James Cantlie                | 1921 | 1923 |
| Percy W. Bassett-Smith       | 1923 | 1902 |
| Andrew Balfour               | 1925 | 1927 |
| John William Watson Stephens | 1927 | 1929 |
| George Carmichael Low        | 1929 | 1933 |
| Leonard Rogers               | 1933 | 1935 |
| Arthur Bagshawe              | 1935 | 1937 |
| Sydney Price James           | 1937 | 1939 |
| Samuel Rickard Christophers  | 1939 | 1943 |
| Henry Harold Scott           | 1943 | 1945 |
| C. Morley Wenyon             | 1947 | 1945 |
| Philip H. Manson-Bahr        | 1949 | 1947 |
| Henry Edward Shortt          | 1949 | 1951 |
| Neil Hamilton Fairley        | 1951 | 1953 |
| F. Norman White              | 1953 | 1955 |
| Rupert M. Gordon             | 1955 | 1957 |
| John S.K. Boyd               | 1957 | 1959 |
| William MacArthur            | 1959 | 1961 |
| George McRobert              | 1961 | 1963 |
| Charles Wilcocks             | 1963 | 1965 |
| George MacDonald             | 1965 | 1967 |
| Cyril Garnham                | 1967 | 1969 |
| Brian Gilmore Maegraith      | 1969 | 1971 |
| Robert Drew                  | 1971 | 1973 |
| Alan W. Woodruff             | 1973 | 1975 |
| C.E. Gordon Smith            | 1975 | 1977 |
| Stanley George Browne        | 1977 | 1979 |
| Leonard Goodwin              | 1979 | 1981 |
| Antony J. Duggan             | 1981 | 1983 |
| Ian A. McGregor              | 1983 | 1985 |
| Herbert M. Gilles            | 1985 | 1987 |
| Wallace Peters               | 1987 | 1989 |
| George S. Nelson             | 1989 | 1991 |
| Peter O. Williams            | 1991 | 1993 |
| Gordon C. Cook               | 1993 | 1995 |
| George O. Cowan              | 1995 | 1997 |
| David A. Warrell             | 1997 | 1999 |
| David Bradley                | 1999 | 2001 |
| Harold Townson               | 2001 | 2003 |
| Andrew Tomkins               | 2003 | 2005 |
| Brian M. Greenwood           | 2005 | 2007 |
| David H. Molyneux            | 2007 | 2009 |
| Hazel M. Dockrell            | 2009 | 2011 |
| Peter Winstanley             | 2011 | 2013 |
| Simon I. Hay                 | 2013 | 2016 |
| Simon Cathcart               | 2016 | 2019 |
| Sarah Rowland-Jones          | 2019 | 2020 |
| Gail Davey                   | 2020 | 2021 |
| Janet Hemingway              |      | 2021 |